# La Carbonería
La Carbonería es un espacio urbano situado en la localidad española de Sevilla considerado singular y emblemático por las actividades sociales y culturales que ha desarrollado y desarrolla, así como por la arquitectura que lo acoge.

## Historia y descripción
El espacio es un conjunto formado por un edificio y un patio en dos parcelas. Debe su nombre al uso de almacén y venta de carbón que hasta el año 1974 tuvo el edificio correspondiente a la primera parcela situada en la calle Levíes, 18.
Este edificio ocupa parte de la manzana en la que tradicionalmente se ha considerado que tuvo su residencia Samuel Leví, el tesorero de Pedro I de Castilla. La construcción actual tiene su origen en una casa señorial del siglo XVI, que con posterioridad se transformó en una casa-partido conocida como Corral de Cabañas. En una parte de él, a finales del siglo XIX, se instaló un almacén de compra-venta de carbón. De acuerdo con las estructuras conservadas probablemente el emplazamiento de la actual Carbonería se correspondería con las dependencias auxiliares, entrada de carruajes, o las cuadras de aquel edificio primigenio. El edificio tiene dos plantas y azotea y cuenta con una superficie construida de 325 metros cuadrados. Su estructura está formada por dos crujías paralelas. La fachada está conformada por dos puertas de acceso, una para subir a la vivienda, que se situaba en el primer piso y otra, más amplia, para el negocio del carbón y posteriormente para el acceso al local. En las dos plantas se abren varias ventanas de distinto tamaño y posición. La cubierta conserva el forjado original de vigas de madera con tablas.
La segunda parcela situada en la calle Céspedes, 21 A, ocupada en la actualidad en parte por el patio de La Carbonería, formaba en su día un trozo del llamado Corral de Céspedes, desaparecido al inicio de los años 1970. Este gran patio adopta la forma de un polígono irregular, dividido entre una superficie de 252 metros cuadrados, que está cubierta por una estructura metálica y acristalada, donde se emplaza una barra de bar y un tablao; y una segunda a cielo abierto de 424 metros cuadrados destinados a jardín, espacio de recreo y actuaciones diversas.
Desde finales de julio de 2016, el espacio que ocupa el edificio de la calle Leíves debió cerrar al público y cesar la actividad al no renovar el arrendamiento del mismo la empresa propietaria. Algunas de las actividades desarrolladas se vieron afectadas, si bien otras pudieron trasladarse a la segunda parcela.

## Uso cultural y valor etnológico
La antigua carbonera fue ocupada en los años centrales de 1970 por el grupo de teatro y flamenco La Cuadra que en los años 1950 había empezado su andadura en la calle Beatriz de Suabia del barrio de Nervión, después se había trasladado a la barriada de Pedro Salvador y, antes de llegar a la calle Levíes, había pasado por un espacio en la calle Santo Domingo de la Calzada. El local hasta pocos años antes se dedicaba a la venta de carbón y llevaba ya algunos años abandonado y sin actividad.
La instalación de La Cuadra en el nuevo edificio implicó una inflexión en la degradación de la judería. La recuperación del antiguo local de venta de carbón supuso el inicio de la recuperación de un entorno, que durante años solo había conocido la ruina de sus construcciones y la salida masiva de sus vecinos. La Carbonería se considera heredera de un proyecto cultural, como el de La Cuadra, que unió en su día la actividad social y hostelera con la promoción teatral. La identificación de la actividad con la antigua carbonería fue tan significativa, que provocó el cambio de denominación, sustituyendo el nombre de La Cuadra por el de La Carbonería con el que permanece.
El local se convirtió paulatinamente en un referente para el renacer social y cultural que conoce la ciudad de Sevilla en los años de la Transición. Así, se valora que la actividad de La Carbonería ha revitalizado el barrio de San Bartolomé y se ha convertido en un elemento simbólico del mismo. Es un espacio de ocio y sociabilidad, articulando los más diversos sectores ciudadanos con sensibilidad cultural y preocupación social y política, se ha transformado en un espacio de identidad, resistencia y resiliencia y símbolo de libertad creativa, lugar de acogida de las sensibilidades más diversas, referente fundamental del flamenco, sala de exposiciones y centro de creación e iniciativas literarias. Concebida como un centro abierto, en él han tenido lugar eventos muy diversos que han enriquecido y revitalizando la cultura sevillana contemporánea. Por ella han pasado músicos como Paco Ibáñez o Peter Gabriel, cantaores de flamenco como Camarón de la Isla, bailaoras como Juana la del Revuelo o escritores como Arturo Pérez Reverte o Juan Eslava Galán. También ha sido filmada en la película Exils, de Tony Gatlif.

## Estatus patrimonial
En 2017 La Carbonería fue declarada Bien de Interés Cultural, con la tipología de Lugar de Interés Etnológico por Decreto 73/2017, de 13 de junio publicado en el Boletín Oficial de la Junta de Andalucía al día siguiente. En el mismo, a efectos de mantener la unidad de las dos parcelas de La Carbonería como inmuebles protegidos por la declaración de Bien de Interés Cultural a pesar del cierre de actividades en la primera parcela, el decreto justificó esa protección señalando que:

El inmueble principal no ha sufrido transformaciones estructurales, ya que cuando se abrió al público la intervención se limitó a la realización de labores de limpieza y a la adaptación a los nuevos usos dados al local. Posteriormente, en los años 90, sí se acometieron obras de mayor envergadura, pero se limitaron al adecentamiento y embellecimiento de la fachada. Las actividades desarrolladas en el establecimiento no han entrado en conflicto con la conservación del inmueble. Al contrario, ambas dimensiones han convivido armónicamente. Gracias a ello se han conservado elementos tan significativos como el forjado primitivo de madera con tablas de la cubierta, el pavimento de adoquines, los mampuestos de los muros o la estructura de madera que da acceso a la segunda planta.
págs. 33 y 34

La Carbonería, además de lugar un lugar de ocio, se considera un espacio arquitectónicamente singular donde se ha propiciado el surgimiento de valores asociativos, creativos y artísticos a través del fomento de actividades culturales diversas. La actividad ha logrado preservar una construcción valiosa, que previsiblemente hubiese sido alterada irreversiblemente con otro supuesto uso.
pág. 34